# Còlob verd
El còlob verd (Procolobus verus) és una espècie de primat de la família dels cercopitècids. Viu a la Costa d'Ivori, Ghana, Guinea, Libèria, Nigèria, Sierra Leone, Togo i possiblement Benín. El seu hàbitat natural són els boscos subtropicals o tropicals secs i els aiguamolls subtropicals o tropicals. Està amenaçat per la pèrdua d'hàbitat.
Segons alguns científics, el còlob verd és l'única espècie del gènere Procolobus. Segons aquest punt de vista, totes les altres espècies anteriorment classificades en aquest gènere haurien d'anar al gènere Piliocolobus.